# Hovea cymbiformis
Hovea cymbiformis är en ärtväxtart som beskrevs av I.Thomps. Hovea cymbiformis ingår i släktet Hovea och familjen ärtväxter. Inga underarter finns listade i Catalogue of Life.